# لیلیانا بلاگویویچ
لیلیانا بلاگویویچ (سیریلیک صربی: Љиљана Благојевић؛ زادهٔ ۵ نوامبر ۱۹۵۵) بازیگر و صداپیشه اهل صربستان است.
از فیلم‌هایی که وی در آن نقش داشته‌است، می‌توان به دالی بل را یادت می‌آید؟، انیگما، و این را به من قول بده اشاره کرد.